# Ring belge R23
Pour les articles homonymes, voir R23.
Le ring de Louvain (en néerlandais : Ring rond Leuven), numéroté R23, désigne la ceinture périphérique intérieure de la ville de Louvain en Belgique. Il comprend deux chaussées dotées de une ou deux bandes de circulations par sens. Certaines intersections ont été dénivelées par la construction de viaducs et de tunnels. Les boulevards de ceinture ont été construits sur les vestiges des secondes fortifications de la ville érigées à partir de 1360.

## Description
Il se compose des voies suivantes (dans le sens horaire, en partant de la porte de Bruxelles) :
- Den Boschsingel en français : « Boulevard de Bois-le-Duc » ;
- Lüdenscheidsingel en français : « Boulevard de Lüdenscheid » ;
- Diestsevest en français : « Mur d'enceinte de Diest » ;
- Tiensevest en français : « Mur d'enceinte de Tirlemont » ;
- Geldenaaksevest en français : « Mur d'enceinte de Jodoigne » ;
- Naamsevest en français : « Mur d'enceinte de Namur » ;
- Erasme Ruelensvest en français : « Mur d'enceinte Erasme Ruelens » ;
- Tervuursevest en français : « Mur d'enceinte de Tervuren » ;
- Rennessingel en français : « Boulevard de Rennes ».

## Ouvrages d'art
On dénombre sur le tracé du ring trois ouvrages d'art (2 viaducs et 1 tunnel) :
- Le Lüdenscheidsingelviaduct en français : « viaduc du boulevard de Lüdenscheid », d'une longueur de 515 mètres, franchit au nord de la ville le canal Louvain-Dyle.
- L'Oostertunnel en français : « tunnel oriental », d'une longueur de 240 mètres, constitue le seul tunnel sur le tracé du ring de Louvain. Inauguré le 30 juin 2001, il permet de franchir la Martelarenplein en français : « Place des martyrs » située sur le parvis de la gare.
- Le Voerviaduct en français : « viaduc de la Voer », dont la destruction est planifiée depuis 2013, est un pont à simple chaussée servant à franchir l'intersection au niveau de la Kapucijnenvoer.